# (16220) Mikewagner
(16220) Mikewagner (2000 DB40) – planetoida z pasa głównego asteroid okrążająca Słońce w ciągu 4,55 lat w średniej odległości 2,74 j.a. Odkryta 29 lutego 2000 roku.